# Liste der geschützten Landschaftsbestandteile im Landkreis Cloppenburg
Im Landkreis Cloppenburg gibt es diese ausgewiesenen geschützten Landschaftsbestandteile.
| Markaniederung                                 | BW | GLB CLP 00001 | Friesoythe an der Marka westlich von Neumarkhausen | ⊙ |  | 11. Juli 1989 |
| Brink mit schönem Baumbestand                  | BW | GLB CLP 00002 | Thüle                                              | ⊙ |  | 31. Juli 1992 |
| Dwergter Meer                                  | BW | GLB CLP 00003 | Molbergen                                          | ⊙ |  | 31. Juli 1992 |
| Gehölzbestand bei Aumühlen                     | BW | GLB CLP 00004 | Bösel                                              | ⊙ |  | 31. Juli 1992 |
| Langhorster Esch                               | BW | GLB CLP 00005 | Saterland                                          | ⊙ |  | 13. Nov. 1989 |
| Legende für Geschützter Landschaftsbestandteil |    |               |                                                    |   |  |               |